# Hoplia argyritis
Hoplia argyritis är en skalbaggsart som beskrevs av Bates 1887. Hoplia argyritis ingår i släktet Hoplia och familjen Melolonthidae. Inga underarter finns listade i Catalogue of Life.